# 야마시로아오다니역
야마시로아오다니역(일본어: 山城青谷駅, やましろあおだにえき)은 일본 교토부 조요시에 있는 서일본 여객철도의 철도역이다.

## 역 구조
상대식 승강장으로, 2면 2선 형태의 지상역이다. 우지 역 관할권에 있으며, 역 업무는 JR 서일본 교통 서비스가 대신 하고 있다. 이코카 및 제휴 교통카드의 사용이 가능하다.

### 승강장
| 1 | ■ 나라 선 | 우지 · 교토 방면 |
| 2 | ■ 나라 선 | 기즈 · 나라 방면 |

## 역사
- 1926년 2월 13일 - 일본국유철도 나라 선 나가이케 역 ~ 다마미즈 역 간에 가정류장격으로 개업하였다.
- 1933년 12월 1일 - 정식 역으로 승격하여 야마시로아오다니역으로 개칭되었다.
- 1987년 4월 1일 - 민영화에 따라 서일본 여객철도의 역이 되었다.
- 2003년 11월 1일 - 이코카의 사용이 개시되었다.

## 인접역
| 서일본 여객철도    | 서일본 여객철도         | 서일본 여객철도        |
| ------------------ | ----------------------- | ---------------------- |
| 나가이케 교토 방면 | ■ 나라 선 구간쾌속·보통 | 야마시로타가 나라 방면 |